# سکینه قرشاوی
سکینه قرشاوی (انگلیسی: Sakina Karchaoui؛ زادهٔ ۲۶ ژانویهٔ ۱۹۹۶) بازیکن فوتبال اهل فرانسه است که در حال حاضر برای باشگاه فوتبال زنان پاری سن ژرمن بازی می‌کند. پاری سن ژرمن، در لیگ ۱ فوتبال زنان فرانسه، بالاترین سطح لیگ فوتبال در این کشور به رقابت می‌پردازد.
از باشگاه‌هایی که در آن بازی کرده است می‌توان به باشگاه فوتبال زنان مون‌پلیه، باشگاه فوتبال زنان المپیک لیون، و باشگاه فوتبال زنان پاری سن ژرمن، که هر سه در کشور فرانسه قرار دارند، اشاره کرد.
وی همچنین در تیم‌های ملی فوتبال زیر ۱۷ سال، زیر ۱۹ سال، زیر ۲۰ سال فرانسه و همچنین زنان بزرگسال فرانسه بازی کرده است.

## سال‌های اولیه زندگی
سکینه قرشاوی در سلون دو پروانس، در منطقه پروانس فرانسه به دنیا آمد و در نزدیکی شهر میرما توسط والدین مراکشی تبارش بزرگ شد. او بازی فوتبال را در محل زندگی‌شان با پسران همسال خود آغاز کرد. پس از دو سال بازی در باشگاه محلی، باشگاه ورزشی میرما، به باشگاه فوتبال زنان مون‌پلیه پیوست.

## دوران باشگاهی

### مون‌پلیه
قرشاوی اولین بازی خود را برای تیم بزرگسالان باشگاه فوتبال زنان مون‌پلیه در نوامبر ۲۰۱۲ در یک پیروزی ۶–۰ برابر باشگاه فوتبال وندنهیم به ثبت رساند. در فصل ۲۰۱۴–۲۰۱۳، قرشاوی شش بازی برای این باشگاه انجام داد و مجموعاً ۴۷۵ دقیقه در زمین بازی بود. مون‌پلیه در جایگاه چهارم فصل را به پایان رسانید. در فصل بعد، او ۱۲ بازی انجام داد که ۹ تا از آن‌ها را از ابتدا آغاز کرد. باشگاه در فصل ۲۰۱۵–۲۰۱۴ در جایگاه چهارم قرار گرفت. در فصل ۲۰۱۶–۲۰۱۵، قرشاوی در ۱۹ بازی از ۲۰ بازی که در آن‌ها شرکت کرد، به عنوان بازیکن اصلی بازی کرد. در نوامبر ۲۰۱۵، او اولین گل خود را در پیروزی ۴–۰ برابر رودز به ثمر رساند. مون‌پلیه در این فصل، در جایگاه سوم قرار گرفت.

### لیون
در ۲۴ ژوئن ۲۰۲۰، مدافع عنوان قهرمانی لیگ، باشگاه فوتبال زنان المپیک لیون اعلام کردند که قرشاوی را برای فصل ۲۰۲۰–۲۰۲۱ به خدمت گرفته‌اند. در مدت زمان حضور یک ساله در باشگاه فوتبال زنان المپیک لیون، قرشاوی در ۱۸ مسابقه از مسابقات لیگ ۱ فوتبال زنان فرانسه به میدان رفت اما هرگز نتوانست در جریان این مسابقات برای باشگاهش گلی به ثمر برساند.

### پاری سن ژرمن
در ۱۰ ژوئیه ۲۰۲۱، قرشاوی به قهرمان آن زمان لیگ، باشگاه فوتبال زنان پاری سن ژرمن پیوست و قراردادی سه ساله امضا کرد. در ۲ مه ۲۰۲۴، او قرارداد خود را با باشگاه تا ژوئن ۲۰۲۸ تمدید کرد.

## دوران ملی
قرشاوی اولین بازی خود را برای تیم ملی فوتبال زنان فرانسه در آوریل ۲۰۱۶ انجام داد. او بعداً برای بازی به نمایندگی از تیم ملی فرانسه در المپیک تابستانی ریو ۲۰۱۶ انتخاب شد. در این تورنمنت، او در بازی مرحله گروهی تیم مقابل نیوزیلند که به پیروزی ۳–۰ انجامید، به عنوان بازیکن اصلی بازی کرد و در بازی مرحله یک‌چهارم نهایی مقابل کانادا که تیم در آن با نتیجه ۱–۰ حذف شد، نیز حضور داشت.
در مارس ۲۰۱۷، او به فرانسه کمک کرد تا تیم ملی فوتبال زنان ایالات متحده آمریکا را با نتیجه ۳–۰ شکست دهد و برای اولین بار جام شی‌بیلیوز را در سال ۲۰۱۷ به دست آورد.